# Tilman Harlander
Tilman Harlander (* 1946 in Traunstein) ist ein deutscher Architektur-, Wohn- und Stadtsoziologe. Er forschte und lehrte von 1997 bis 2011 als Professor für Architektur- und Wohnsoziologie am Institut für Wohnen und Entwerfen der Fakultät für Architektur und Stadtplanung der Universität Stuttgart.

## Leben und Wirken
Tilman Harlander studierte Soziologie, Volkswirtschaftslehre, Psychologie und Politikwissenschaften an der LMU München und der FU Berlin. Ab 1972 war er wissenschaftlicher Mitarbeiter, Akademischer Oberrat und Privatdozent am Lehrstuhl für Planungstheorie der Fakultät für Architektur der RWTH Aachen. 1978 promovierte er an der Universität Oldenburg zum Dr. rer. pol. mit dem Thema „Regionale Entwicklungspolitik in der Emilia-Romagna“. Die Habilitation (Thema: „Wohnungsbau und Wohnungspolitik in der Zeit des Nationalsozialismus“) erfolgte 1994 an der RWTH Aachen und wurde mit dem „Friedrich-Wilhelm-Preis“ der RWTH Aachen ausgezeichnet. 1996/97 übernahm er die Lehrstuhlvertretung Planungstheorie an der Fakultät für Architektur der RWTH Aachen. Von 1989 bis 1997 hatte er den Vorsitz im Aufsichtsrat der städtischen Aachener Gemeinnützigen Wohnungsgesellschaft inne. Harlander war 1999 Gastprofessor an der Universidad Nacional de Ingeniería in Lima. Von 1997 bis 2011 war er Professor für Architektur- und Wohnsoziologie an der Universität Stuttgart (Dekan 2002 bis 2006 und Wahlsenator 2006 bis 2010).
Seit der Emeritierung 2011 ist er freiberuflich publizistisch und beratend tätig sowie Mitglied zahlreicher Architektur- und Städtebaujurys. So war er Jurymitglied beim Deutschen Städtebaupreis (2006 bis 2012) und wurde 2017 in die Unabhängige Historikerkommission des Bundesinnenministeriums „Bauen und Planen im Nationalsozialismus. Voraussetzungen, Institutionen, Wirkungen“ berufen.

## Mitgliedschaften
- Deutsche Akademie für Städtebau und Landesplanung (DASL)
- Deutscher Werkbund
- Sektion Stadtsoziologie der Deutschen Gesellschaft für Soziologie
- Gesellschaft für Stadtgeschichte und Urbanisierungsforschung (GSU)
- Wissenschaftliches Kuratorium Forum Stadt e. V.[4]
- Städtebauausschuss der Landeshauptstadt Stuttgart[2]
- Förderverein Bundesstiftung Baukultur

## Veröffentlichungen und Herausgeberschaften
Harlander veröffentlichte zahlreiche Publikationen zu den Schwerpunkten Architektur- und Wohnsoziologie, Stadt- und Quartiersentwicklung, Stadtgeschichte und Urbanisierungsforschung sowie Wohnungspolitik. Er ist  Mitherausgeber der Vierteljahreszeitschrift „Forum Stadt“ (bis 2010 „Die alte Stadt“) und der „Beiträge zur Stadtgeschichte und Urbanisierungsforschung“. Er war Leiter verschiedener durch die Deutsche Forschungsgemeinschaft, die VW-Stiftung, die Wüstenrot Stiftung und die LBS-Stiftung Bauen und Wohnen geförderter und publizierter Forschungsprojekte.

## Schriften (Auswahl)
- Soziale Mischung in der Stadt. Case Studies – Wohnungspolitik in Europa – Historische Analyse. (hrsg. mit Gerd Kuhn/Wüstenrot Stiftung), Stuttgart/Zürich 2012.
- NS-Architektur: Macht und Symbolpolitik (mit Wolfram Pyta). Berlin 2010 (1. Aufl.), 2012 (2. Aufl.)
- Baugemeinschaften im Südwesten Deutschlands (mit Gerd Kuhn). Hrsg.: LBS Stiftung Bauen und Wohnen, Stuttgart 2010.
- Stadtwohnen. Geschichte, Städtebau, Perspektiven (Hrsg. mit Harald Bodenschatz, Gerhard Fehl, Johann Jessen, Gerd Kuhn). Ludwigsburg/München 2007.
- Zwischen Heimstätte und Wohnmaschine. Wohnungsbau und Wohnungspolitik in der Zeit des Nationalsozialismus. Basel/Berlin/Boston 1995.
- Siedeln in der Not. Umbruch von Wohnungspolitik und Siedlungsbau am Ende der Weimarer Republik (mit Katrin Hater, Franz Meiers). Hamburg 1988.
- Hitlers sozialer Wohnungsbau (mit Gerhard Fehl). Hamburg 1986.
- Regionale Entwicklungspolitik in der Emilia-Romagna. Frankfurt/New York 1979.